# Pierre Bayard
| Födelse      | 1954 (Paris)                               |
| Utbildning   | École Normale Supérieure                   |
| Yrke         | professor i litteratur, fransk författare  |
| Kända böcker | How to talk about books you haven't read ? |
| Kända böcker | Who Killed Roger Ackroyd ?                 |
| Kända böcker | Sherlock Holmes was Wrong.                 |

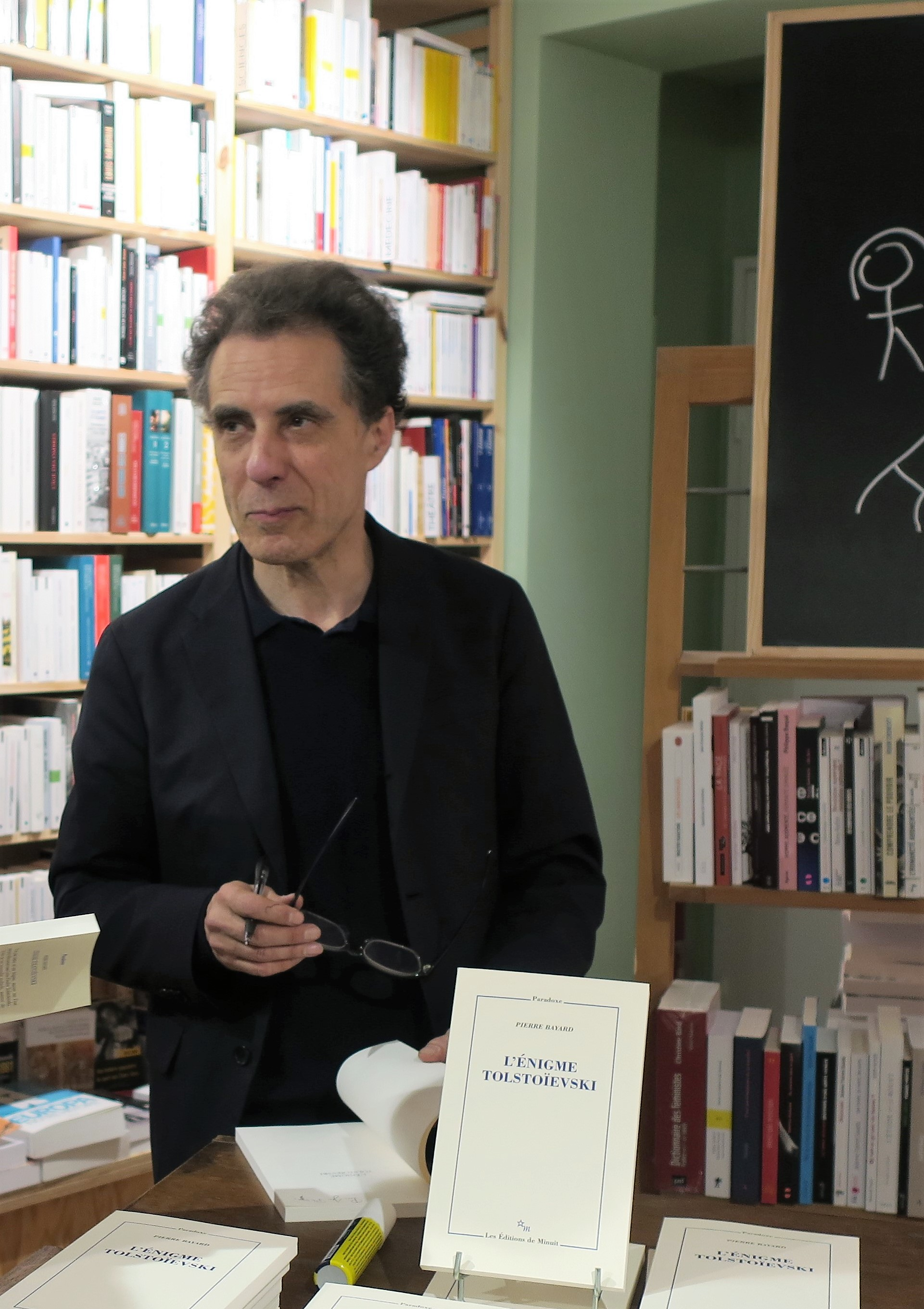
Pierre Bayard (Paris, 2017)

Pierre Bayard, född 1954, är en fransk författare, professor i litteratur, och konnässör i psykologi samt antika strategiska brädspel.
Hans bok Comment parler des livres que l'on n'a pas lus? (engelsk titel "How to talk about books you haven't read") är en bästsäljare i Frankrike och har även fått stor uppmärksamhet i engelskspråkig media. 
En del av hans böcker behandlar kända fiktiva mysterier ur ett revisionistiskt perspektiv. Han argumenterar inte bara att författaren inte presenterar den riktiga mördaren till läsaren, utan även att författaren undermedvetet vet vem den riktiga förövaren är. 2008 publicerades boken L'Affaire du Chien des Baskerville med den engelska titeln Sherlock Holmes was Wrong: Re-opening the Case of the Hound of the Baskervilles. Hans tidigare bok Who Killed Roger Ackroyd? undersöker på nytt Agatha Christies Dolken från Tunis (engelsk titel The Murder of Roger Ackroyd). Han har även skrivit en bok om Hamlet där han argumenterar att Claudius inte dödade Hamlets far.